# ЗАЗ (Чернигов)
ЗАЗ (укр. ЗАЗ) — жилой массив, исторически сложившаяся местность (район) Чернигова, расположена на территории Деснянского административного района.

## История
Новый район в 1970-е года был построен для работников близлежащего предприятия Черниговский завод запасных автомобильных частей, усилиями трудового коллектива данного предприятия под руководством Мирошниченко В. А. Название района связано с данным предприятием.

## Территория
Район ЗАЗ расположен в северной периферийной части Чернигова, занимая угол проспекта Мира и улицы Кольцевая. Застройка района представлена многоэтажными жилими домами. В 2010-х введён в эксплуатацию 17-этажный жилой дом.
На севере к району примыкают индивидуальная застройка (частные дома), юге — нежилая застройка, западе — ж/д линия Чернигов—Добрянка, востоке — нежилая застройка.
Расположены предприятия ЗАО «Черниговский автозавод», ООО «Украинский кардан», ООО «Черниговский кузнечный завод». На материально-технической базе «Черниговавтодеталь» (1994—2009, до 1994 года Черниговский завод автомобильных запчастей) были созданы три предприятия корпорации «Эталон».

### Улицы
Основные проспект Мира и улица Кольцевая. Дома расположены только по проспекту Мира.

## Социальная сфера
Нет школ, есть детский сад (№ 22), строительный лицей № 18. Есть магазины.

## Транспорт
- Троллейбус: 3, 4, 9, 10
- Автобус: маршруты 2, 2А, 22, 30, 33, 42

Маршруты троллейбусов связывают район с центром, Бобровицким жилмассивом и предприятием «Сиверянка», ж/д вокзалом, предприятием «Химволокно».